# Adonisea septentrionalis
Adonisea septentrionalis är en fjärilsart som beskrevs av Walker 1858. Adonisea septentrionalis ingår i släktet Adonisea och familjen nattflyn. Inga underarter finns listade i Catalogue of Life.